# Lilo & Stitch (film, 2002)
Lilo & Stitch je americký animovaný a komediální film režiséra Chris Sanders a Dean DeBlois. Ve filmu hráli Tia Carrereová, David Ogden Stiers, Kevin McDonald, Ving Rhames, Jason Scott Lee, a Kevin Michael Richardson.

## Obsazení
- Chris Sanders – Stitch
- Daveigh Chase – Lilo
- Tia Carrere – Nani
- Jason Scott Lee – David
- David Ogden Stiers – Dr Jumba Jookiba
- Kevin McDonald – Pleakley
- Ving Rhames – Cobra Bubbles
- Kevin Michael Richardson – Captain Gantu
- Kunewa Mook – Hula Teacher
- Amy Hill – Mrs. Hasagawa
- Susan Hegarty – Rescue Lady